# Sapphirina angusta
Sapphirina angusta är en kräftdjursart som beskrevs av James Dwight Dana 1849. Sapphirina angusta ingår i släktet Sapphirina och familjen Sapphirinidae. Inga underarter finns listade i Catalogue of Life.